# Simulium

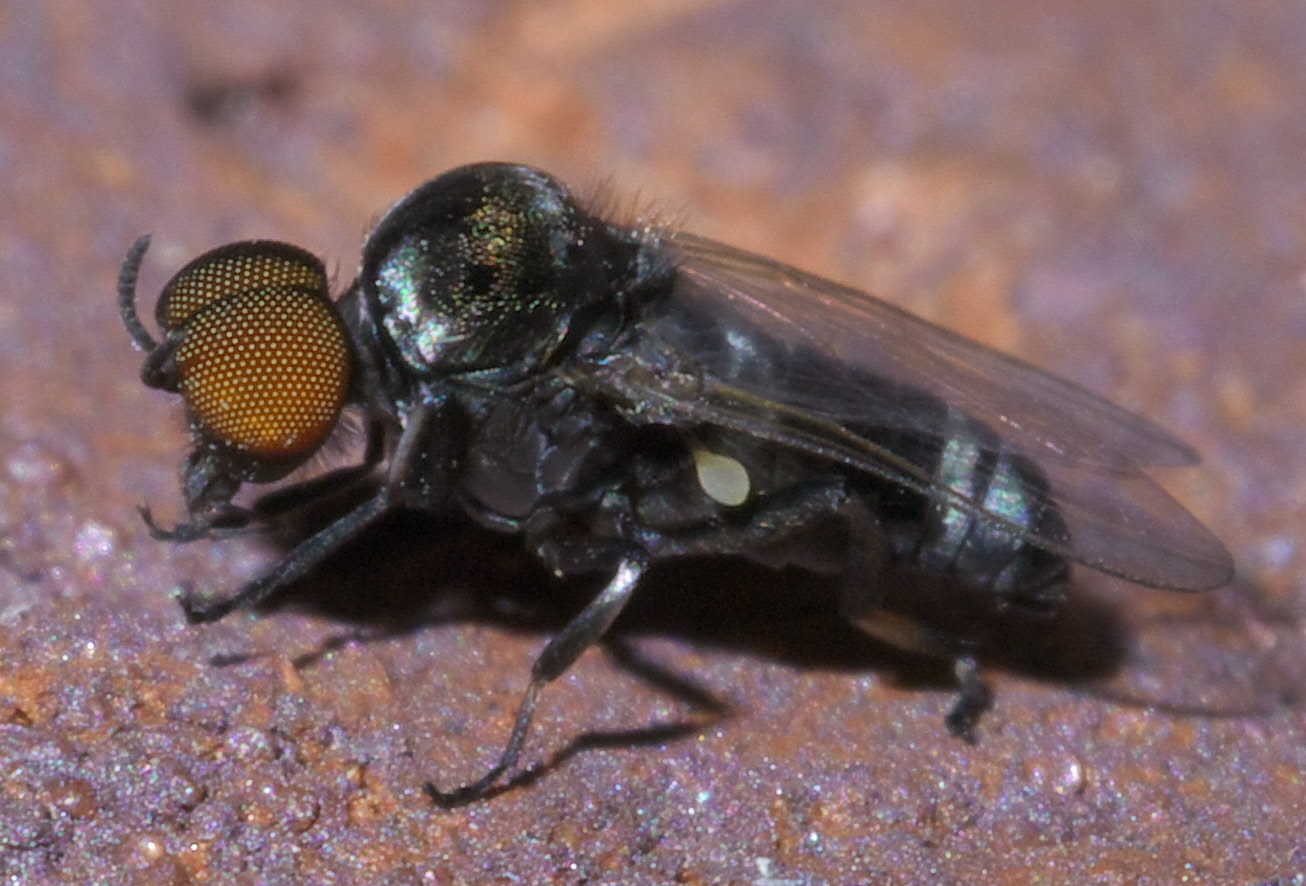

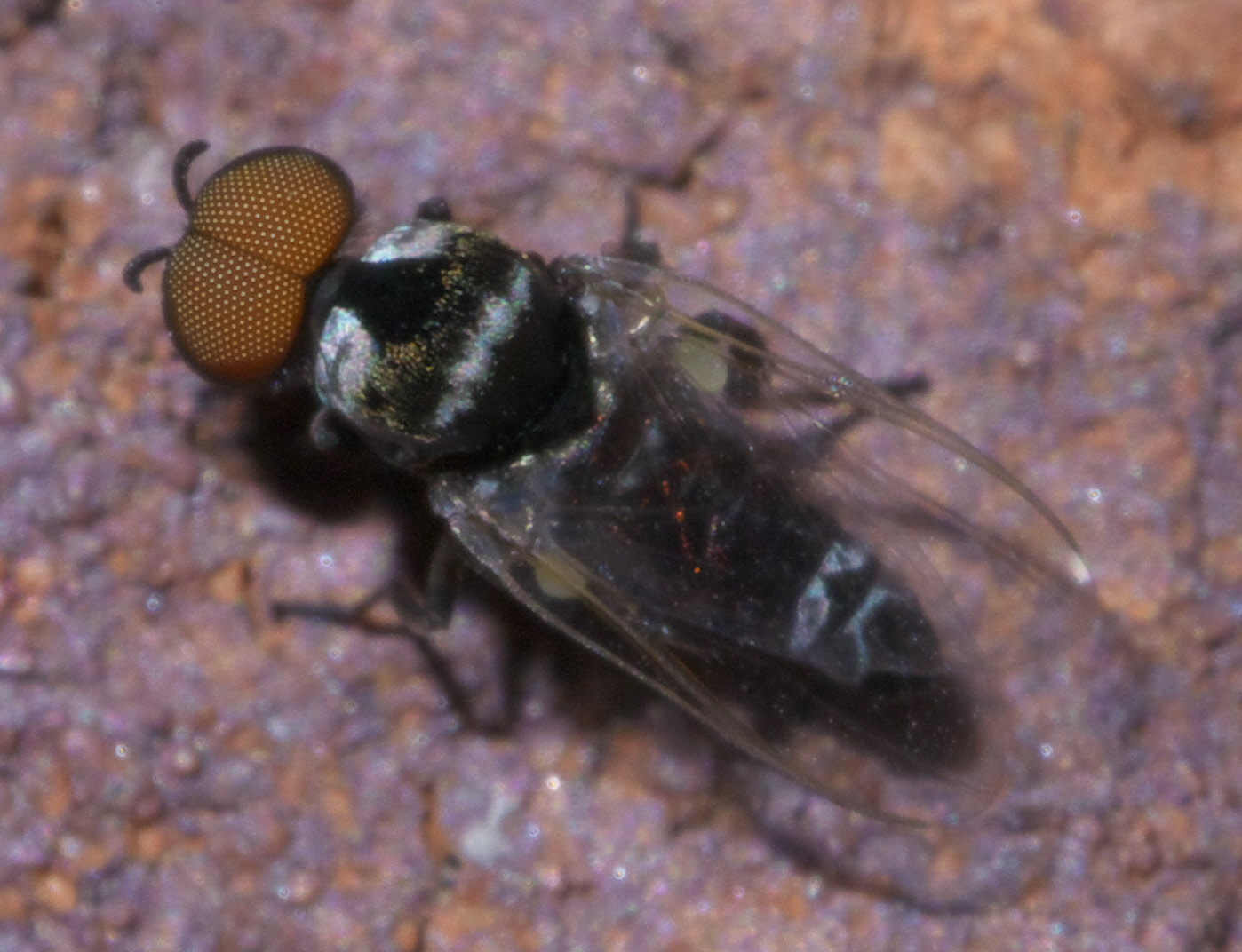

Muchnička (Simulium, české jméno je používáno pro více rodů) je rod z čeledi muchničkovitých. Zahrnují několik stovek druhů ve 41 podrodech. Jsou známé jako přenašeči onchocerkózy (říční slepota). 
Sliny těchto much obsahují antikoagulanty, řadu enzymů a histamin a smíchány s krví zabraňují jejímu srážení, dokud ji muchnička nenasaje. Jde o thelmofága, kousnutí způsobují lokalizované poškození tkáně, a pokud je počet muchniček dostatečný, může pokousání vyvolat ztrátu krve a anémii.
Reakce hostitele na útok muchničky může zahrnovat systémová onemocnění, alergické reakce, nebo dokonce smrt, způsobenou především histaminem. U lidí je tato systémová reakce známá jako „muchničková horečka“ a je charakterizována bolestmi hlavy, horečkou, nevolností, adenitidou, generalizovanou dermatitidou a alergickým astmatem.

## V balkánském folklóru
V srbské mytologii existuje legenda o Ale (ženské bytosti spojené s krupobitím, šílenstvím a nemocí), která údajně zemřela v jeskyni poblíž pevnosti Golubac v okrese Požarevac ve východním Srbsku. Hnijící mrtvola této bytosti prý každé jaro vysílá roj golubackých much – jedinců druhu Simulium colombaschense. Skutečnost, že golubacká moucha je nenasytný krvežíznivec a přenašeč nemocí odpovídá charakteru Aly, zdůrazňuje její zhoubné až smrtonosné působení, zatímco legenda recipročně poskytuje folklórní vysvětlení geneze tak nepříjemného hmyzu. Druhový název colombaschense je odvozen od názvu vesnice (ve významu holubník od slovanského golub holub, příbuzného s latinským columba - viz Columbidae). Během 18. století byl S. colombaschense známým hmyzím škůdcem Banátu.